# Longitarsus fuscoaeneus
Longitarsus fuscoaeneus là một loài bọ cánh cứng trong họ Chrysomelidae. Loài này được Redtenbacher miêu tả khoa học năm 1849.